# Beniamino Montesano
Beniamino Montesano (Rotondella, 3 dicembre 1899 – Bari, 1973) è stato un militare italiano, insignito della Medaglia d'oro al valor militare a vivente durante la seconda guerra mondiale.

## Biografia
Nacque a Rotondella il 3 dicembre 1899, provincia di Matera, figlio di Antonio e Filomena Palazzo. All'età di 17 anni conseguì il diploma di maestro elementare. Non ancora maggiorenne prende parte alla fase finale della prima guerra mondiale, e nel 1921 viene congedato col grado di sottotenente.
Dopo l'avvento al potere del Fascismo, nel 1923 viene mobilitato nella Milizia Volontaria per la Sicurezza Nazionale col grado di centurione, corrispondente al grado di capitano del Regio Esercito.
Grazie alle sue capacità nel 1935 fu mandato in Africa Orientale Italiana in qualità di comandante del CLVI battaglione Camicie Nere "Lupi di Lucania", già di stanza a Potenza aggregato nella 152ª Legione CC.NN. d'Assalto "Acciaiata", partecipando alle operazioni belliche contro l'Etiopia. Nel maggio 1936, al termine del conflitto, promosso il seniore rientrò in Patria destinato al comando gruppo CC.NN di Bari, dove svolse brillantemente i suoi compiti di ufficiale superiore.
Richiamato in servizio attivo con l'entrata in guerra dell'Italia, il 10 giugno 1940, è inviato in Libia per prendere parte alla campagna del Nordafrica. Alla testa del suo battaglione, inquadrato nella 4ª Divisione CC.NN. "3 gennaio", tra il 10 e l'11 dicembre 1940 fu coinvolto negli eventi dell'operazione Compass, il contrattacco lanciato dalle truppe dell'esercito britannico, al comando del generale Archibald Percival Wavell, contro le truppe del Regio Esercito al comando del Maresciallo d'Italia Rodolfo Graziani penetrate in Egitto.
Durante i combattimento nella zona di Sidi Barrani, il Raggruppamento sahariano "Maletti", di cui faceva parte il suo battaglione, fu pesantemente investito dall'attacco inglese. Egli rimase più volte ferito finché non fu costretto alla resa con i superstiti del suo battaglione. Per le sue azioni durante la battaglia, nel 1951 fu insignito della massima onorificenza militare italiana, la Medaglia d'oro al valor militare a vivente.
Si spense a Bari nel 1973, e per onorarne la memoria gli sono state intitolate vie a Rotondella, suo paese natale, e a Bari.

### Periodici
- Rocco Gravina, Montesano, eroe lucano della II Guerra mondiale, in La Gazzetta del Mezzogiorno, Bari, Edilsud, 18 aprile 2010.